# Grotte
Grotte – miejscowość i gmina we Włoszech, w regionie Sycylia, w prowincji Agrigento.
Według danych na styczeń 2010 gminę zamieszkiwały 5953 osoby przy gęstości zaludnienia 249,5 os./1 km².